# مجمل التواريخ والقصص
مجمل التواريخ والقصص هو كتاب تاريخ إسلامي كُتب في بلاد فارس الغزنوية (حوالي عام 1126).
الكتاب عبارة عن وقائع معظمها عن الأمراء الفرس، وكثيرًا ما يُستشهد به باعتباره مصدرًا مرجعيًّا للأحداث التاريخية في القرن الثاني عشر وما قبله. ويشير إلى الشاهنامه الفارسية الكلاسيكية باسم الشجرة وجميع القصائد الأخرى باسم الفروع.
زعم بعض المؤلفين أن اسم المؤلف هو ابن شادي أسد آبادي. تم تحرير الكتاب لأول مرة في عام 1939 على يد محمد تقي بهار في طهران.
كتب فصيح الدين أحمد كتابًا آخر بنفس العنوان في عام 1441.